# 伊斯特波特 (密歇根州)
伊斯特波特（英語：Eastport）是位於美國密歇根州安特里姆縣的一個普查規定居民點。

## 人口
根據2020年美國人口普查的數據，伊斯特波特的面積為5.18平方千米，當中陸地面積為5.15平方千米，而水域面積為0.03平方千米。當地共有人口206人，而人口密度為每平方千米39.77人。